# Mrsklesy
Mrsklesy (Duits: Nirklowitz) is een Moravische gemeente in de Tsjechische regio Olomouc, en maakt deel uit van het district Olomouc. Mrsklesy telt 705 inwoners (2023). Naast het dorp Mrsklesy zelf hoort ook het dorp Kovákov tot de gemeente. De gemeente neemt deel aan de samenwerkingsverband Sdružení obcí mikroregionu Bystřička.

## Geschiedenis
- 1364 – De eerste schriftelijke vermelding van Mrsklesy.
- 1975 – De gemeente Mrsklesy wordt geannexeerd door Velká Bystřice.[1]
- 1996 – Mrsklesy wordt (opnieuw) een zelfstandige gemeente.
- 2006 – De gemeente Mrsklesy wordt uitgebreid met de kadastrale gemeente Mrsklesy na Moravě I, die tot dat moment bij het Vojenský újezd Libavá (Militair oefenterrein Libavá) hoorde.[2]

## Aanliggende gemeenten
| Aangrenzende gemeenten | Aangrenzende gemeenten | Aangrenzende gemeenten | Aangrenzende gemeenten | Aangrenzende gemeenten |
| ---------------------- | ---------------------- | ---------------------- | ---------------------- | ---------------------- |
|                        |                        | Hlubočky               |                        |                        |
|                        |                        |                        |                        |                        |
| Velká Bystřice         | Vojenský újezd Libavá  |                        |                        |                        |
|                        |                        |                        |                        |                        |
|                        |                        | Přáslavice             |                        |                        |